# Запис Гајића храст (Плана)
Запис Гајића храст (Плана) се налази на парцели чији је власник Гајић Горан.

## Локација
| Општина             | Параћин                                                                     |
| Катастарска општина | Плана                                                                       |
| Потес               | Радљиво                                                                     |
| Координате          | 43° 48′ 55″ С; 21° 32′ 40″ И / 43.815199999999997° С; 21.544499999999999° И |
| Надморска висина    | 324m                                                                        |

## Карактеристике
Дендрометријске вредности утврђене на терену и сателитским снимцима:
| Стабло                     | Храст |
| Висина стабла              | m     |
| Обим дебла                 | m     |
| Пречник крошње             | 11m   |
| Пречник дебла              | m     |
| Висина дебла до прве гране | m     |

## База записа
Запис је у оквиру Викимедија пројекта "Запис - Свето дрво" заведен под редним бројем 0043.